# Dampetrus australis
Dampetrus australis is een hooiwagen uit de familie Assamiidae.